# Vlagyimir Vlagyimirovics But
Vlagyimir Vlagyimirovics But (oroszul: Владимир Владимирович Бут; Novorosszijszk, Szovjetunió, 1977. szeptember 7. –) orosz labdarúgó-középpályás. Bátyja, Vitalij But is labdarúgó-középpályás.